# Босовиці
Босовиці (пол. Bosowice) — село в Польщі, у гміні Стопниця Буського повіту Свентокшиського воєводства.
Населення — 150 осіб (2011).
У 1975-1998 роках село належало до Келецького воєводства.

## Демографія
Демографічна структура на день 31 березня 2011 року:
|          | Загалом | Допрацездатний вік | Працездатний вік | Постпрацездатний вік |
| -------- | ------- | ------------------ | ---------------- | -------------------- |
| Чоловіки | 73      | 7                  | 57               | 9                    |
| Жінки    | 77      | 7                  | 31               | 39                   |
| Разом    | 150     | 14                 | 88               | 48                   |